# 佩利肯萊克鎮區 (明尼蘇達州格蘭特縣)
佩利肯萊克鎮區（英語：Pelican Lake Township）是位於美國明尼蘇達州格蘭特縣的一個行政鎮區。

## 地方資料
佩利肯萊克鎮區的面積為91.63平方千米，當中陸地面積為69.94平方千米，而水域面積為21.69平方千米。根據2020年美國人口普查的數據，當地共有人口488人，而人口密度為每平方千米5.33人。